# Эрмитова интерполяция
Эрмитова интерполяция - метод полиномиальной интерполяции, названный в честь французского математика Шарля Эрмита. Многочлены Эрмита тесно связаны с многочленами Ньютона.
В отличие от интерполяции Ньютона, эрмитова интерполяция строит многочлен, значения которого в выбранных точках совпадают со значениями исходной функции в этих точках, и все производные многочлена вплоть до некоторого порядка m в данных точках совпадают со значениями производных функции. Это означает, что n(m + 1) величин
{\displaystyle {\begin{matrix}(x_{0},y_{0}),&(x_{1},y_{1}),&\ldots ,&(x_{n-1},y_{n-1}),\\(x_{0},y_{0}'),&(x_{1},y_{1}'),&\ldots ,&(x_{n-1},y_{n-1}'),\\\vdots &\vdots &&\vdots \\(x_{0},y_{0}^{(m)}),&(x_{1},y_{1}^{(m)}),&\ldots ,&(x_{n-1},y_{n-1}^{(m)})\end{matrix}}}
должны быть известны, тогда как для ньютоновской интерполяции необходимы только первые n значений. Полученный многочлен может иметь степень не более, чем n(m + 1) − 1, максимальная степень многочлена Ньютона же равна n − 1. (В общем случае m не обязательно должно быть фиксировано, то есть в одних точках может быть известно значение большего количества производных, чем в других. В этом случае многочлен будет иметь степень N − 1, где N - число известных значений.)

## Использование

### Простой случай
При использовании разделенных разностей для вычисления многочлена Эрмита, первым шагом является копирование каждой точки m раз. (Здесь мы рассмотрим простой случай, когда для всех точек {\displaystyle m=1}.) Поэтому, дана {\displaystyle n+1} точка {\displaystyle x_{0},x_{1},x_{2},\ldots ,x_{n}}, и значения {\displaystyle f(x_{0}),f(x_{1}),\ldots ,f(x_{n})} и {\displaystyle f'(x_{0}),f'(x_{1}),\ldots ,f'(x_{n})} функции f, которую мы хотим интерполировать. Определим новый набор данных
{\displaystyle z_{0},z_{1},\ldots ,z_{2n+1}}
такой, что
{\displaystyle z_{2i}=z_{2i+1}=x_{i}}
Теперь определим таблицу разделенных разностей для точек {\displaystyle z_{0},z_{1},\ldots ,z_{2n+1}}. Однако, для некоторых разделенных разностей
{\displaystyle z_{i}=z_{i+1}\implies f[z_{i},z_{i+1}]={\frac {f(z_{i+1})-f(z_{i})}{z_{i+1}-z_{i}}}={\frac {0}{0}}}
что есть неопределенность!
В этом случае заменим эту разделенную разность значением {\displaystyle f'(z_{i})}, а другие вычислим обычным способом.

### Общий случай
В общем случае полагаем, что в данных точках {\displaystyle x_{i}} известны производные функции f до порядка k включительно. Тогда набор данных {\displaystyle z_{0},z_{1},\ldots ,z_{N}} содержит k копий {\displaystyle x_{i}}. При создании таблицы разделенных разностей при {\displaystyle j=2,3,\ldots ,k} одинаковые значения будут вычислены как
{\displaystyle {\frac {f^{(j)}(x_{i})}{j!}}}.
Например,
{\displaystyle f[x_{i},x_{i},x_{i}]={\frac {f''(x_{i})}{2}}}
{\displaystyle f[x_{i},x_{i},x_{i},x_{i}]={\frac {f^{(3)}(x_{i})}{6}}}
и так далее.

### Пример
Рассмотрим функцию {\displaystyle f(x)=x^{8}+1}. Вычислив значения функции и её первых двух производных в точках {\displaystyle x\in \{-1,0,1\}}, получим следующие данные:
| x  | ƒ(x) | ƒ'(x) | ƒ''(x) |
| −1 | 2    | −8    | 56     |
| 0  | 1    | 0     | 0      |
| 1  | 2    | 8     | 56     |
Так как мы работаем с двумя производными, строим множество {\displaystyle \{z_{i}\}=\{-1,-1,-1,0,0,0,1,1,1\}}. Таблица разделенных разностей тогда имеет вид:
{\displaystyle {\begin{matrix}z_{0}=-1&f[z_{0}]=2&&&&&&&&\\&&{\frac {f'(z_{0})}{1}}=-8&&&&&&&\\z_{1}=-1&f[z_{1}]=2&&{\frac {f''(z_{1})}{2}}=28&&&&&&\\&&{\frac {f'(z_{1})}{1}}=-8&&f[z_{3},z_{2},z_{1},z_{0}]=-21&&&&&\\z_{2}=-1&f[z_{2}]=2&&f[z_{3},z_{2},z_{1}]=7&&15&&&&\\&&f[z_{3},z_{2}]=-1&&f[z_{4},z_{3},z_{2},z_{1}]=-6&&-10&&&\\z_{3}=0&f[z_{3}]=1&&f[z_{4},z_{3},z_{2}]=1&&5&&4&&\\&&{\frac {f'(z_{3})}{1}}=0&&f[z_{5},z_{4},z_{3},z_{2}]=-1&&-2&&-1&\\z_{4}=0&f[z_{4}]=1&&{\frac {f''(z_{4})}{2}}=0&&1&&2&&1\\&&{\frac {f'(z_{4})}{1}}=0&&f[z_{6},z_{5},z_{4},z_{3}]=1&&2&&1&\\z_{5}=0&f[z_{5}]=1&&f[z_{6},z_{5},z_{4}]=1&&5&&4&&\\&&f[z_{6},z_{5}]=1&&f[z_{7},z_{6},z_{5},z_{4}]=6&&10&&&\\z_{6}=1&f[z_{6}]=2&&f[z_{7},z_{6},z_{5}]=7&&15&&&&\\&&{\frac {f'(z_{7})}{1}}=8&&f[z_{8},z_{7},z_{6},z_{5}]=21&&&&&\\z_{7}=1&f[z_{7}]=2&&{\frac {f''(z_{7})}{2}}=28&&&&&&\\&&{\frac {f'(z_{8})}{1}}=8&&&&&&&\\z_{8}=1&f[z_{8}]=2&&&&&&&&\\\end{matrix}}}
и получаем многочлен
{\displaystyle {\begin{aligned}P(x)&=2-8(x+1)+28(x+1)^{2}-21(x+1)^{3}+15x(x+1)^{3}-10x^{2}(x+1)^{3}\\&\quad {}+4x^{3}(x+1)^{3}-1x^{3}(x+1)^{3}(x-1)+x^{3}(x+1)^{3}(x-1)^{2}\\&=2-8+28-21-8x+56x-63x+15x+28x^{2}-63x^{2}+45x^{2}-10x^{2}-21x^{3}\\&\quad {}+45x^{3}-30x^{3}+4x^{3}+x^{3}+x^{3}+15x^{4}-30x^{4}+12x^{4}+2x^{4}+x^{4}\\&\quad {}-10x^{5}+12x^{5}-2x^{5}+4x^{5}-2x^{5}-2x^{5}-x^{6}+x^{6}-x^{7}+x^{7}+x^{8}\\&=x^{8}+1.\end{aligned}}}
взятием коэффициентов диагонали таблицы разделенных разностей, и умножением коэффициента с номером k на {\displaystyle \prod _{i=0}^{k-1}(x-z_{i})}, как при получении многочлена Ньютона.

## Погрешность эрмитовой интерполяции
Назовем найденный многочлен H и исходную функцию f. Для точек {\displaystyle x\in [x_{0},x_{n}]}, функция ошибки определяется как
{\displaystyle f(x)-H(x)={\frac {f^{(K)}(c)}{K!}}\prod _{i}(x-x_{i})^{k_{i}}},
где c неизвестная из диапазона {\displaystyle [x_{0},x_{N}]}, K - общее число данных значений плюс один, а {\displaystyle k_{i}} - число производных, известных в каждой точке {\displaystyle x_{i}}, плюс один.